# سكوت إس. أندرسون
سكوت إس. أندرسون (بالإنجليزية: Scott S. Anderson)‏ هو مبشر ومخرج أمريكي، ولد في 1957.